# Sea Lion Rock (Alaska)
Sea Lion Rock ist eine sehr kleine Insel aus der Inselgruppe der Pribilof Islands, nördlich der Aleuten im Beringmeer gelegen. Sie gehört administrativ zum US-Bundesstaat Alaska und ist unbewohnt.
Die Insel Sealion Rock ist nicht mehr als eine Ansammlung von Felsen am südlichsten Zipfel der Insel St. Paul, auf ihr gibt es eine Kolonie Nördlichen Seebären.